# Скульптор (фільм)
Скульптор (англ. The Sculptress) — американський трилер 2000 року, відомий також під назвою The Demon Within.

## Сюжет
Сара, молода жінка із Англії, вивчає мистецтво в Сан-Франциско. Вона починає зустрічатися з однокусником Крісом. Метью, сусід Сари, безумець одержимий танцівницею Сільвією, яка підробляє як модель у художній школі. У місті починаються вбивства людей. Сара починає помічати схожість між її скульптурами і жертвами злочинів.

## У ролях
- Джефф Фейгі — Метью Добі
- Патрік Бошо — професор Жиро
- Кеті Райт — Сара
- Еммануель Вожьє — Сільві
- Аллен Катлер — Кріс
- Вівіс Кортес — Мадам Клео
- Міріам Бабін — місіс Бореллі
- Катріона Браун — Ізабель
- Джоанна Фоллс — Марі
- Бріджит Нельсон — Селеста
- Стоун Мен — Білл
- Джейсон Аарон Бака — поліцейський